# Josef Sapir

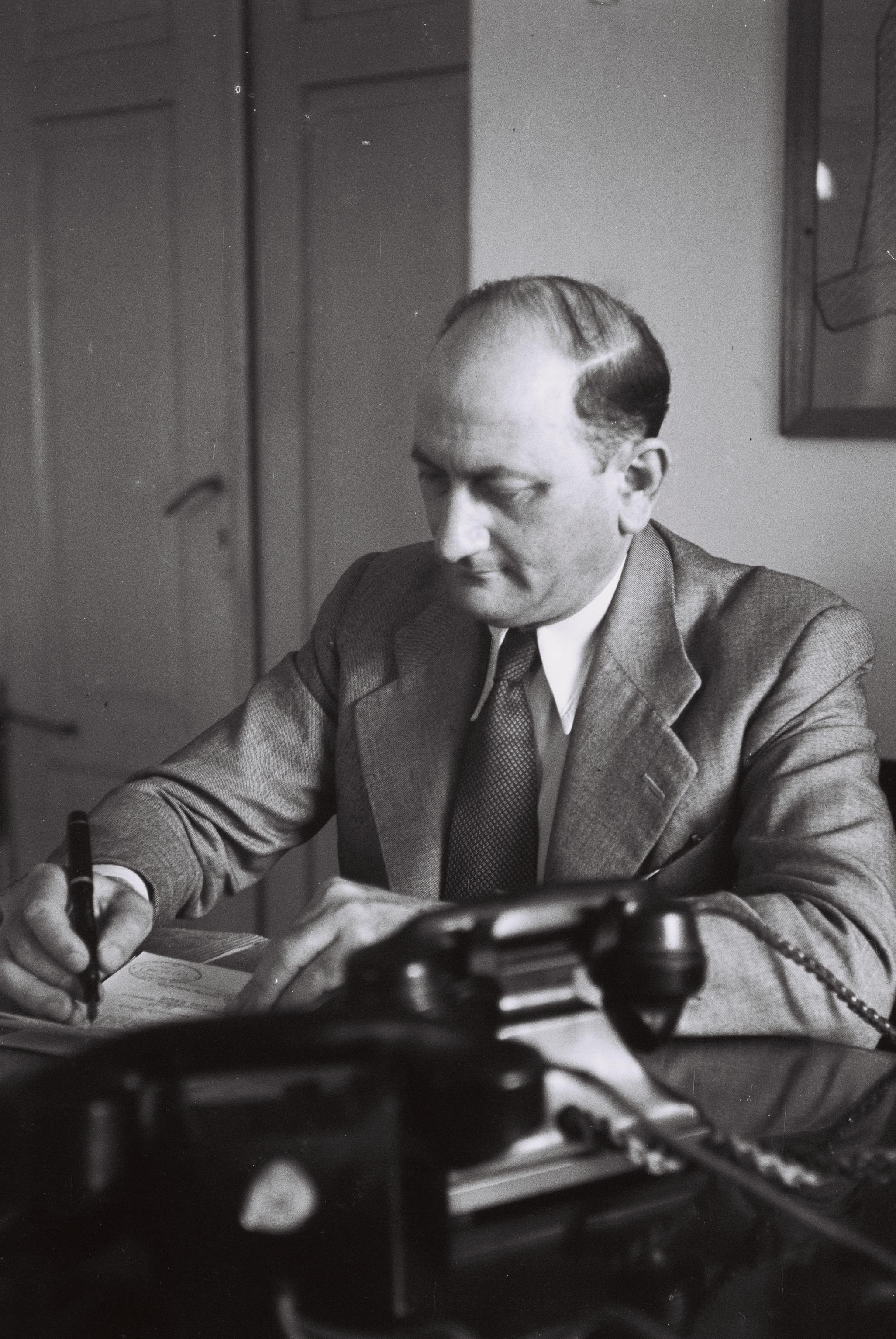
Josef Sapir (1946)

Josef Sapir (hebräisch יוסף ספיר; geboren am 27. Januar 1902 in Jaffa, Osmanisches Reich; gestorben am 26. Februar 1972 in Sydney, Australien) (hebräisch יוסף ספיר) war israelischer Abgeordneter des Gachal und Minister für Handel und Wirtschaft in Israel. Von 1940 bis 1951 war Sapir Bürgermeister von Petach Tikwa.